# Ischiolepta minuscula
Ischiolepta minuscula är en tvåvingeart som beskrevs av Papp 1993. Ischiolepta minuscula ingår i släktet Ischiolepta och familjen hoppflugor.
Artens utbredningsområde är Tanzania. Inga underarter finns listade i Catalogue of Life.